# Samory Touré

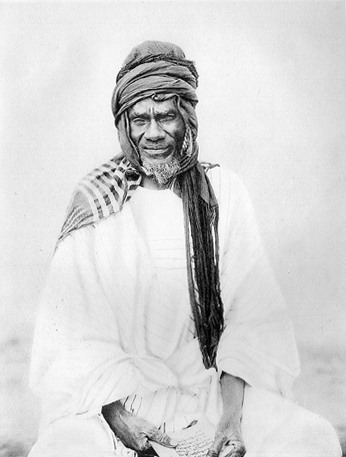
Samory Touré

Samory Touré fue un conquistador africano que llegó a crear un gran imperio en el África Occidental. Sus intentos de imponer el Islam en la zona y sobre todo, su agresiva oposición a la colonización francesa, terminaron provocando el fin de su imperio en 1898.

## Biografía
Samory nació hacia 1830 en el sudeste de la actual Guinea. Su padre, Lafiya Ture (Laafiya Touré) era un agricultor y ganadero dyula, mientras que su madre, Masorona Kamara, era de origen malinké (mandinga) y soninke.
En otros tiempos, las migraciones de malinké paganos habían poblado la sabana entre el río Volta y el Fouta Djallon; en su seno se había establecido una red de mercaderes dyula islamizados que formaron un activo conglomerado de traficantes entre el río Níger y la selva. Con el paso de los años, muchos de estos dyula fueron adoptando otras formas de vida y otras costumbres. Así, los antepasados de Samori habían abandonado el comercio para convertirse en agricultores y ganaderos, dejando también de lado los preceptos del Islam. Por consiguiente, Samori creció como un típico niño campesino en un pueblo pagano, pero con claros –aunque tenues- antecedentes musulmanes dyula.
Samory creció también en un África Occidental que estaba en plena transformación a causa de los crecientes contactos con los europeos. El comercio con estos volvió ricos a algunos Estados africanos, mientras el acceso creciente a las armas de fuego cambió los tradicionales modelos africanos de hacer la guerra.
Ambicioso e imaginativo, el joven Samory intentó aprovechar las nuevas oportunidades brindadas por el comercio, dedicándose a las actividades mercantiles. Pero, hacia 1850, su madre fue capturada en el curso de una guerra y esclavizada por Séré-Burlay, uno de los hijos de Moriule Cissé, que intentaba crear un Estado poderoso. Este infortunio cambió la suerte de Samory, que se vio obligado a alistarse en el ejército del clan Cissé para rescatar a su madre de la esclavitud. Es entonces cuando se dio cuenta de que su verdadera vocación no era el comercio, sino la guerra. Según la tradición, él permaneció al servicio de los Cissé "siete años, siete meses y siete días", antes de huir, junto con su madre, un día de 1858 o 1859. Reputado en lo sucesivo como militar, entró inmediatamente al servicio de los Bérété, otro clan poderoso, opuesto al de los Cissé; mas permaneció apenas dos años junto a los Bérété, antes de formar su propia fuerza armada. De este modo, Samory pasó de ser un simple soldado a ser un jefe militar cuasi-independiente y posteriormente el comandante de un gran ejército formado por sus propios seguidores.
Con excepcionales dotes de mando, durante la década de 1860 Samory logró organizar una eficaz fuerza militar y elaborar los medios de un juego político que le permitirá crear un verdadero imperio, que irá ampliando con el tiempo, eliminando a sus rivales y a sus antiguos aliados. Así, en 1874-75 conquistó Wassulu (Ouassoulou), en 1876 Sankara y posteriormente la región de Bure (en la frontera entre las actuales Sierra Leona y Guinea) con ricos yacimientos de oro. Estableció su capital en Bissandugu y entabló relaciones políticas y comerciales con sus vecinos tocolor y fulani.
En 1879, después de numerosas luchas, Samory pudo conseguir el control de la importante metrópoli mercantil de Kankan, en el río Milo superior. Kankan era un centro del comercio de las nueces de cola y estaba bien situada para dominar las rutas comerciales en todas las direcciones.

## La organización del imperio
En 1881, Samory ya había organizado la parte sur de la sabana sudanesa, desde el norte de la actual Sierra Leona hasta el río Sassandra en la Costa de Marfil, en un único imperio que estaba bajo su incontestable autoridad. La conquista de esa zona había permitido también a Samory equipar un poderoso ejército relativamente bien pertrechado con armas europeas. Este ejército estaba dividido en dos alas, el ala de infantería (sofa) que en 1887 contaba con entre 30.000 y 35.000 hombres y el ala de caballería que en esa fecha no contaba con más de 3.000. La infantería estaba dividida en unidades permanentes de diez a veinte hombres, conocidas como las sé (pies) o kulu (multitudes) comandadas por un kuntigi (jefe), y diez sé formaban un bolo (brazo) dirigido por un bolokuntigi.
La caballería estaba dividida en grupos de cincuenta hombres llamados sèrè. El bolo formaba la principal fuerza de choque mientras que un sèrè cabalgaba al lado de cada bolo. Puesto que cada una de estas unidades era permanente, sus miembros desarrollaron sentimientos de camaradería, entre ellos mismos, y de lealtad, primero hacia su líder local y después hacia Samory. Así, el ejército pronto adquirió “un carácter casi nacional a causa de la notable homogeneidad que había logrado”. Pero las características únicas del ejército de Samory eran sus armas y su entrenamiento. A diferencia de la mayoría de los ejércitos del África occidental, este ejército no solo era virtualmente profesional sino que estaba armado por el mismo Samory. Hasta 1876, este armó a sus tropas con viejos fusiles que podían ser reparados por los mismos herreros locales. Pero, a partir de entonces empezó también a comprar armas europeas más modernas, provenientes principalmente de Sierra Leona y las estudió cuidadosamente para saber cuales eran las más apropiadas para su zona. De este modo, a partir de 1885 reemplazó los fusiles Chassepot, cuyos cartuchos de papel se estropeaban pronto en condiciones de humedad, por los fusiles Gras, más apropiados y con cartuchos metálicos y por los Kropatschek de repetición. Continuó confiando en estos fusiles hasta la década de 1890 ya que pudo entrenar a un grupo de herreros para fabricar buenas copias. Añadió también a sus existencias algunos nuevos rifles de tiro rápido y en 1893 tenía cerca de 6.000 de ellos que usó hasta su derrota en 1898. Sin embargo, nunca adquirió artillería alguna, lo que significará una gran desventaja en sus campañas contra los franceses. Las compras de armas eran financiadas con la venta de marfil y de oro extraído de los campos de Bure, en el sur y con el intercambio de esclavos por ganado y caballos en las regiones del Sahel y de Mossi. El ejército estaba, sin embargo, no solo bien armado, sino también perfectamente entrenado y disciplinado y desarrolló un elevado “espíritu de cuerpo”.

## Las luchas contra los franceses
Es evidente que, cuando Samory tomó contacto por primera vez con los franceses en 1882, se hallaba virtualmente en el cenit de su poder. En febrero de ese año, lo llamó el teniente Alakamessa, quien le notificó la orden de la alta comandancia del Alto Senegal-Níger de retirarse de Kenyeran, un importante centro comercial, cerrando a Samory el camino a las zonas mandingas. Tal como era de esperar, Samory se negó. Esto llevó a un ataque por sorpresa contra su ejército, dirigido por el teniente coronel Gustave Borgnis-Desbordes, quien sin embargo se vio obligado a retroceder rápidamente. El hermano de Samory, Kémé-Brema, atacó a los franceses en Weyako, cerca de Bamako, en abril. Aunque ganó la batalla, el 2 de abril, fue derrotado el día 12 por un ejército francés mucho más pequeño. Samory intentó entonces evitar conflictos con los franceses y dirigió su acción hacia Kenedugu.
En 1885, cuando Combes ocupó Bure, cuyo oro era muy importante para la economía de su imperio, advirtió Samory la importancia de la amenaza que pendía sobre su Estado y resolvió expulsar a los franceses de la zona. Tres ejércitos, el suyo propio y los de Kémé-Brema y Masara-Mamadi, fueron encargados de esta operación. Bure fue fácilmente recuperado por medio de un vasto movimiento de pinzas y los franceses se vieron obligados a levantar su campamento por temor a verse rodeados. Paralelamente, Samory decidió cultivar sus relaciones con los británicos de Sierra Leona. Después de haber ocupado Falaba, envió emisarios a Freetown proponiendo al gobernador poner su imperio bajo la protección del gobierno británico. La oferta era una simple maniobra por parte de Samory, que no tenía la menor intención de renunciar a su soberanía, sino que quería obligar a los franceses a respetarla estableciendo una alianza con un gobierno poderoso. Cuando esta maniobra falló, Samory se volvió hacia los franceses y el 28 de marzo de 1886 firmó un tratado con ellos, aceptando retirar sus tropas de la margen derecha del Níger, pero manteniendo sus derechos sobre Bure y sobre los mandingas de Kangaba.
En otro tratado con los franceses, realizado el 25 de marzo de 1887, que modificaba el del año anterior, Samory cedió a los franceses la margen izquierda del río aceptando incluso poner a su país bajo la protección de Francia.
Es posible que Samory haya firmado este segundo documento con la esperanza de que los franceses le ayudaran contra Tieba, el faama de Sikasso, quien lo atacó en abril de 1887 con un fuerte ejército de 12.000 hombres, mientras que los franceses habían rubricado el acuerdo porque necesitaban impedir cualquier alianza entre Samory y Mamadou Lamine, con quien estaban luchando. Cuando Samory vio que en lugar de comportarse como sus aliados y auxiliarlo, los franceses estaban más bien estimulando la disidencia y la sublevación en las zonas recientemente dominadas y que intentaban impedirle obtener suministros de armas en Sierra Leona, se preparó para tomar las armas contra ellos. Reorganizó el ejército, concluyó un tratado con los británicos de Sierra Leona en mayo de 1890, que le permitía comprar armas modernas en cantidades crecientes durante los tres años siguientes y entrenar sus tropas al estilo europeo. Su estrategia consistió en dotar a sus fuerzas de una gran movilidad, de forma que pudieran sorprender al enemigo, infligirle importantes pérdidas y desaparecer.
En abril de 1890, el coronel Louis Archinard conquistó Segou y en su intento de derrotar a Samori antes de ceder a Humbert la comandancia del Alto Senegal-Níger, le atacó en marzo de 1891. Archinard pensaba que el imperio de Samory se derrumbaría al primer ataque. Y aunque su ofensiva tuvo como resultado la captura de Kankan, el 7 de abril y la quema de Bisandougou, su efecto fue más bien el contrario, ya que no solo proporcionó a Samori una saludable advertencia, sino que además le permitió continuar atacando a los franceses en Kankan y derrotarlos en la batalla de Dabadugu, el 3 de septiembre de 1891.
La mayor confrontación entre los franceses y Samory tuvo lugar en 1892. Intentando derrotar a Samori, en enero de ese año, Humbert lanzó un ataque contra la parte central de su imperio, con 1300 tiradores cuidadosamente elegidos y 3.000 porteadores. Para enfrentarse con Humbert, Samori tomó personalmente el mando de su ejército de 2500 hombres escogidos para el caso. Pero, aunque estos hombres lucharon valientemente, fueron derrotados y Humbert consiguió capturar Bisandougou, Sanankoro y Kerwane. Es importante notar, sin embargo, que el mismo Humbert admitió que los resultados eran muy pobres en comparación con las graves pérdidas que había sufrido. Además, Samory había ordenado a la población que se retirara ante el avance de las tropas francesas.
Sin embargo, el caudillo africano no se hacía ilusiones. Después de los violentos encuentros con la columna de Humbert, en los que perdió más de mil hombres de sus unidades de elite, mientras que los franceses solo perdieron alrededor de cien, se convenció de la inutilidad de enfrentarse a ellos. Decidió entonces abandonar su tierra natal y trasladarse hacia el este para crear un nuevo imperio fuera del alcance de los europeos. Continuando todavía con su política de arrasar la tierra, empezó a desplazarse hacia los ríos Bandama y Comoe. Aunque en 1894 perdió la última ruta que le permitía aprovisionarse de armas modernas (la ruta de Monrovia), continuó luchando a pesar de todos los obstáculos. A principios de 1895, se encontró con una columna francesa proveniente del país de los baúles, que estaba bajo el mando de Monteil  la derrotó y entre julio de 1895 y enero de 1896 siguió adelante para conquistar el reino Abron (Gyaman) y la parte occidental de Gonja. En este momento, había conseguido crear un nuevo imperio en el interior de Costa de Marfil y de Asante. En marzo de 1897, su hijo Sarankenyi-Mori encontró y derrotó cerca de Wa a una columna británica dirigida por Henderson, mientras que el mismo Samori atacaba y destruía Kong, en mayo de 1897, continuando hasta Bobo, donde encontró una columna francesa dirigida por Caudrelier.

## Muerte
Atrapado entre los franceses y británicos, y habiendo intentado inútilmente sembrar la discordia entre ambos, entregando a los primeros el territorio de Bouna que era codiciado por los británicos, Samori decidió regresar con sus aliados toma, en Liberia. Pero, por el camino fue capturado en Guelemou en un ataque sorpresivo dirigido por el capitán Henri Gouraud, el 29 de septiembre de 1898, y deportado a Gabón, vía Saint Louis (Senegal) junto con varios de sus familiares. Allí murió de neumonía, el 2 de junio de 1900.